# إي. جاي هندرسون
إي. جاي هندرسون (بالإنجليزية: E. J. Henderson) هو لاعب كرة قدم أمريكية أمريكي، ولد في 3 أغسطس 1980 في فورت كامبل في الولايات المتحدة.

## وصلات خارجية
- إي. جاي هندرسون على موقع مرجع كرة القدم المحترفة.كوم (الإنجليزية)